# Drepanogynis mixtaria
Drepanogynis mixtaria is een vlinder uit de familie spanners (Geometridae). De wetenschappelijke naam van deze soort is voor het eerst geldig gepubliceerd in 1858 door Achille Guenée. Guenée beschreef een specimen dat afkomstig was uit Kaap de Goede Hoop. Dit was de eerste soort in het nieuwe geslacht Drepanogynis.
De soort komt voor in tropisch Afrika.